# Passo (tessitura)

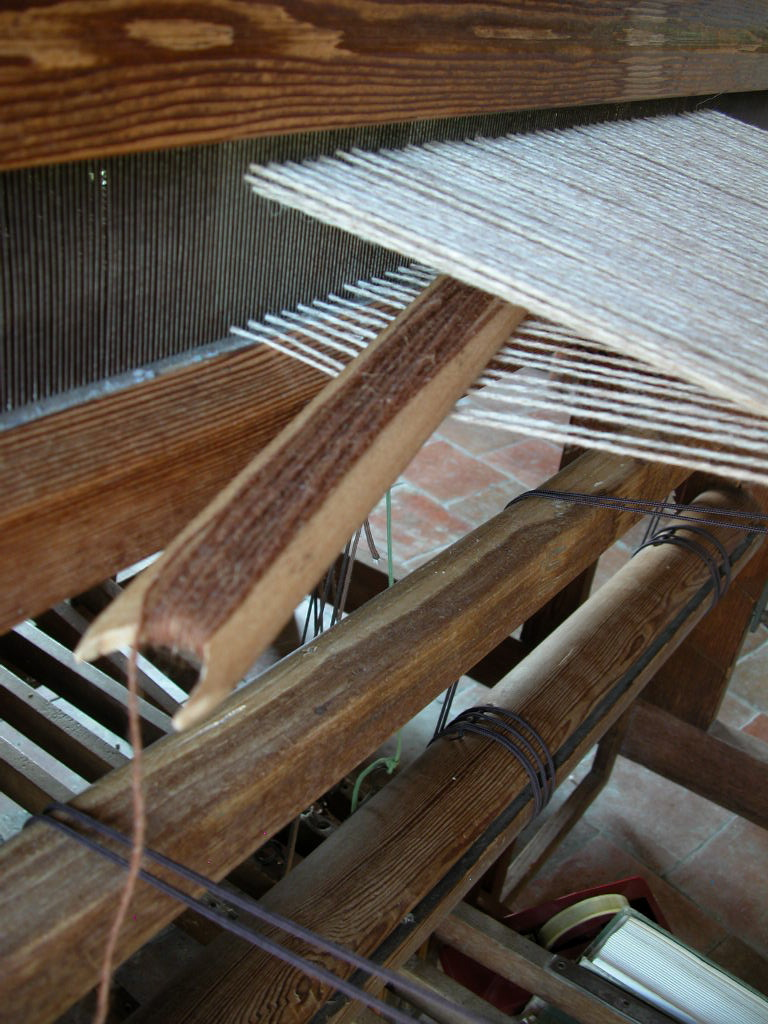
Navetta introduce il filo di trama nel passo

Passo, varco o bocca d'ordito, in tessitura è il varco che si apre tra i fili d'ordito in un telaio per permettere l'inserimento del filo di trama.

## Funzionamento
Nella costruzione di un tessuto i fili dell'ordito, intrecciandosi, bloccano tra di loro il filo di trama.
Nel caso del tessuto ad armatura più semplice, la tela, i fili di ordito (verticali) sono divisi in due serie, quelli pari e quelli dispari. Aprendo le due serie, una in alto e l'altra in basso, si ottiene un varco, detto passo, in cui si inserisce il filo di trama (orizzontale). Con lo scambio di posto delle serie, quella che era in alto va in basso e viceversa, si ottiene un incrocio che blocca il filo di trama, questo deve essere battuto, cioè schiacciato, contro la trama precedente andando a costituire il tessuto.
L'apertura del passo è ottenuta movimentando i licci, riquadri contenenti maglie nel cui fori passano i fili dell'ordito.